# Footwork FA15
A Footwork FA15 egy Formula–1-es versenyautó, amit a Footwork Arrows csapat tervezett az 1994-es Formula–1 világbajnokságra. Pilótái Christian Fittipaldi és Gianni Morbidelli voltak, a csapat ebben az idényben nem alkalmazott tesztpilótát.

## Áttekintés
Ebben az évben a csapat már nem a Mugen-Honda motorokkal versenyzett (azokat a Lotus kapta meg), hanem a Ford HB erőforrásaival, amelyek megegyezőek voltak azzal, amelyeket a McLaren használt az előző évben.
Az idény kezdetén egészen versenyképesnek volt mondható a csapat, hiszen Morbidelli hatodikként kvalifikált Brazíliában, Fittipaldi negyedik lett Aidában (ahol Morbidelli az ötödik helyen haladva esett ki), Monacóban pedig szintén Fittipaldi állt az ötödik helyen is. A tragikus imolai versenyhétvége után aztán minden csapat esetében változtatásokat írtak elő, és ez az autók kialakítását is meghatározta, ami nem kedvezett a Footworknek. Visszaesésük nem volt nagy, de akkora igen, hogy épphogy kikerüljenek a pontszerzők közül. Fittipaldi hatodik lehetett volna Kanadában, de kizárták, mert a mérlegeléskor nem érte el a minimumtömeget. Az idény legjobb eredményét Németországban érték el egy kettős pontszerzéssel.
A szezonban gyűjtött kilenc pontjuk a konstruktőri kilencedik helyre volt elég.

## Eredmények
| Év   | Csapat          | Motor       | Gumik | Pilóták              | 1   | 2   | 3   | 4   | 5   | 6   | 7   | 8   | 9   | 10  | 11  | 12  | 13  | 14  | 15  | 16  | Pontok | Helyezés |
| ---- | --------------- | ----------- | ----- | -------------------- | --- | --- | --- | --- | --- | --- | --- | --- | --- | --- | --- | --- | --- | --- | --- | --- | ------ | -------- |
| 1994 | Footwork Arrows | Ford HBE7/8 | G     |                      | BRA | PAC | SMR | MON | ESP | CAN | FRA | GBR | GER | HUN | BEL | ITA | POR | EUR | JPN | AUS | 9      | 9.       |
| 1994 | Footwork Arrows | Ford HBE7/8 | G     | Christian Fittipaldi | KI  | 4   | 13  | KI  | KI  | KIZ | 8   | 9   | 4   | 14  | KI  | KI  | 8   | 17  | 8   | 8   | 9      | 9.       |
| 1994 | Footwork Arrows | Ford HBE7/8 | G     | Gianni Morbidelli    | KI  | KI  | KI  | KI  | KI  | KI  | KI  | KI  | 5   | KI  | 6   | KI  | 9   | 11  | KI  | KI  | 9      | 9.       |

## Forráshivatkozások
1. ↑  Gianni Morbidelli • Career & Character Info | Motorsport Database (brit angol nyelven). Motorsport Database - Motor Sport Magazine. (Hozzáférés: 2024. november 25.)
2. ↑  A Footwork-sztori (magyar nyelven). Napi F1 sztori, 2019. szeptember 23. (Hozzáférés: 2024. november 25.)